# Szymek czarodziej
Szymek czarodziej (ang. Simon the Sorcerer 3D) – komputerowa gra przygodowa, wydana 26 kwietnia 2002 przez Headfirst Productions. Jest to trzecia gra z serii Simon the Sorcerer. Polska premiera gry odbyła się 19 marca 2003, głosu głównemu bohaterowi użyczył Maciej Stuhr.

## Fabuła
Zły czarnoksiężnik Sordid chce przejąć kontrolę nad światem, dlatego chce odnaleźć swego tajemniczego Praprzodka. Z pomocą sługi Runta otrzymuje nowe ciało i pozbywa się zwłok młodego czarodzieja Szymka, którego postać przybierał, czyniąc zło. By zintegrować ciało z duszą, Szymek musi zjeść brzoskwinię ze Świętego Drzewa znajdującą się w Świątyni Życia, po czym udaje się w podróż do miasta Poliganis, by ostatecznie dotrzeć do Fortecy Przeznaczenia, siedziby Sordida.

## Rozgrywka
Gracz kieruje postacią Szymka, którym rozwiązuje zagadki logiczne i odkrywa kolejne lokacje. Pierwszy poziom ma formę samouczka, w którym sterowanie gry wyjaśnia wróżka. W trakcie rozgrywki napotyka jeszcze na ok. 80 postaci, z którymi wchodzi w interakcje. Czas trwania gry szacowany jest na ok. 30–40 godzin.

## Odbiór
Gra została oceniona jako przeciętna: krytycy portalu GameSpot przyznali jej średnią 5,6, a w portalu GameRankings gra otrzymała średnią 58%.
Jako wady gry wskazywano przestarzałą grafikę i słabe sterowanie, jak też „nudne i mało zabawne, (...) za długie” dialogi, pracę kamer oraz brak możliwości sterowania myszką.
Krytycy doceniali dobre udźwiękowanie gry, polscy recenzenci pozytywnie ocenili też dubbing postaci.